# Limonade (Haiti)
Limonade (Haitianisch-Kreolisch Limonad) ist eine Gemeinde im Département Nord von Haiti.

## Geschichte
Limonade wurde im Jahr 1676 gegründet und 1864 in den Rang einer Kommune erhoben. Bereits im Jahr 1492 spielte der Ortsteil Bord de Mer eine Rolle, da Christoph Kolumbus bei seiner ersten Reise hier landete. Sein Flaggschiff, die Santa María, sank vor der Küste. Dank der indigenen Stammesangehörigen des Königs Guacanagari  konnte Kolumbus den Großteil seiner Ausrüstung an Land bringen.
Die Spanier nannten diesen Ort „Puebla Limon“, da es hier viele Zitronenbäume gab.
Im Jahr 1676 kamen die ersten Einwohner in die auf Weisung des französischen Gouverneurs Bertrand d’Ogeron de La Bouëre erbaute Stadt Limonade. Noch 1691 war Limonade Schauplatz heftiger Auseinandersetzungen zwischen den Kolonialmächten Frankreich und Spanien. Nach dem Friedensvertrag von Rijswijk, in dem sich beide Länder auf Einflusssphären einigten, erlebte Limonade einen Aufschwung: Die Zuckerindustrie begann sich erfolgreich zu entwickeln, was mit dem Beginn des Sklavenhandels einherging.
Während des Königreichs der Haitianer (1807 bis 1820) unter Henri Christophe bestand der Titel eines Comte de Limonade.

## Lage und Beschreibung
Neben dem Stadtzentrum Ville de Limonade und dem Quartier Bord de Mer de Limonade bestehen drei Gemeindebezirke:
1. Basse Plaine mit Canne-à-Sucre, Carrefour-Parois, Cerca, Chavaud, Conod, Danfou, Duro, La Chapelle, La Chevalière, La Genevré, Montolon, Quaiche, Sima, Sisal und Tabary,
2. Bois De Lance mit Bassin-Mambo, Bellevue, Bellevue-Par-Le-Roy, Biley, Buclair, Campègne, Carrefour Cadet, Carrefour Lescamotier, Chaffrey, Delcourt, Dimini, Fourrier, Haut-Marré, Lescamotier, Madeleine, Pénijone und Petite-Riviere sowie
3. Roucou mit Béliard, Canot, Defoye, Déreal, Destouches, Dubout, La Hatte, La Hatte Par Le Roy, Pistère und Punaise.

Die Route Nationale RN-6 verbindet Limonade mit Cap-Haïtien im Westen (14 Kilometer) und der Grenze zur Dominikanischen Republik bei Ouanaminthe im Osten (50 Kilometer).
Der in Limonade gelegene Campus Henri Christophe ist ein Teil der Université d’État d’Haïti. Er wurde am 12. Januar 2012 eingeweiht. Die von der Dominikanischen Republik finanzierte Einrichtung beherbergt 10.000 Studenten und gilt als die modernste Hochschulinfrastruktur Haitis. Sie besteht aus mehreren dreistöckigen Gebäuden, die 72 Hörsäle für je 30 Studierende, eine Bibliothek, Sitzungsräume, Computerlabore sowie akademische, administrative und Freizeiteinrichtungen.